# Tillandsia sphaerocephala
Tillandsia sphaerocephala es una especie de planta epífita dentro del género  Tillandsia, perteneciente a la  familia de las bromeliáceas. Es originaria de Bolivia.

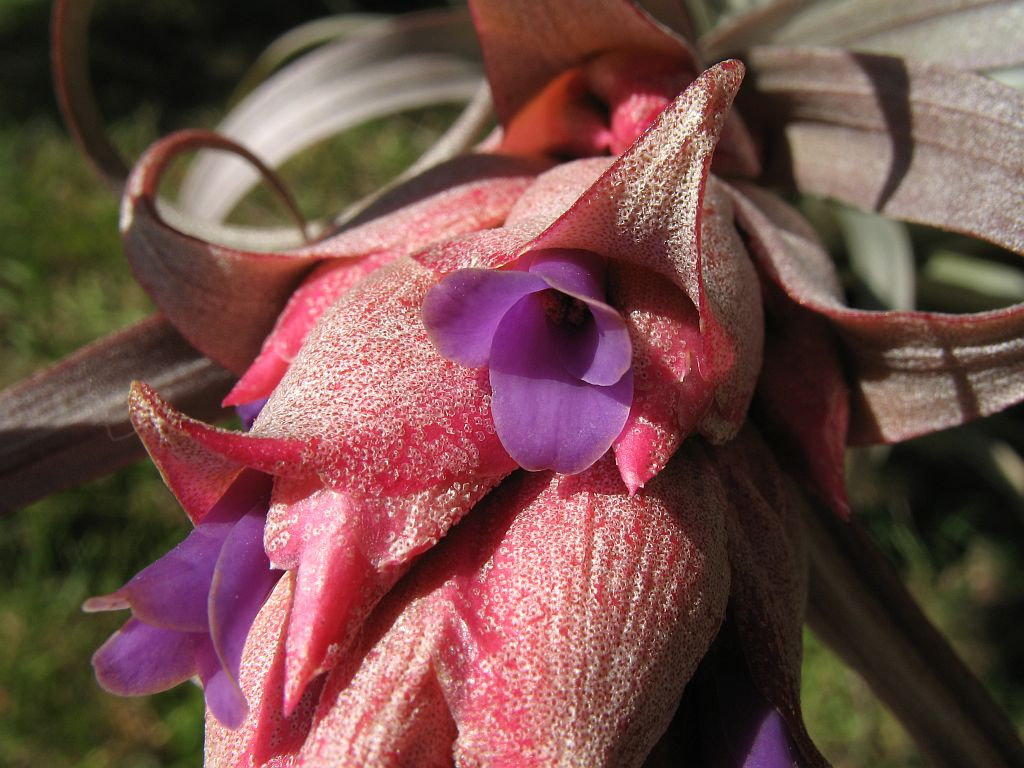
Detalle

## Taxonomía
Tillandsia sphaerocephala fue descrita por John Gilbert Baker y publicado en Journal of Botany, British and Foreign 26: 141. 1888.
Etimología
Tillandsia: nombre genérico que fue nombrado por Carlos Linneo en 1738 en honor al médico y botánico finlandés Dr. Elias Tillandz (originalmente Tillander) (1640-1693).
sphaerocephala: epíteto latíno que significa  "con cabeza esférica"
Sinonimia
- Tillandsia schreiteri Lillo & A.Cast.
- Tillandsia sphaerocephala var. sphaerocephala[2][3]